# بولیاریتسا
بولیاریتسا (به لاتین: Buljarica) یک منطقهٔ مسکونی در مونته‌نگرو است که در بودوا واقع شده‌است. بولیاریتسا ۲۰۵ نفر جمعیت دارد.